# マジムン
マジムンは、沖縄県や鹿児島県奄美群島に伝わる悪霊、妖怪の総称。様々なマジムンが伝えられている。動物の姿をしたマジムンに股をくぐられると死んでしまうことから、決して股をくぐられてはいけないといわれる。また奄美群島の一部ではハブのことをマジムンと呼び、伝承では神の使いであるともされ、マジムンの中では唯一実在する生物である。

## マジムンの種類
以下はすべて沖縄県の伝承である。
アカングワーマジムン
赤ん坊の死霊。四つんばいで人間の股をくぐろうとする。動物のマジムンと同じく、股をくぐられると死んでしまうといわれる。
アフィラーマジムン
アヒルの姿をしたマジムン。
沖縄県立読谷高等学校では、かつて運動場の前が谷底のようになっており、そこにアフィラーマジムンが現れたという。また、ある農民が夜中にアフィラーマジムンに出遭い、マジムンがしきりに股をくぐろうとするので、石を投げつけたところ、無数のホタルとなって農民の周りを飛び回り、ニワトリの声とともに消え去ったという。片脚のないアヒルの姿であり、重病人の生霊が化けたものともいう。
牛マジムン
牛の姿をしたマジムン。沖縄県読谷村では真っ黒な牛のようなものといい、同県島尻郡では龕（がん。棺桶を担ぐ葬具）が牛に化けたものといわれる。
ある空手家が牛マジムンと闘い、激闘の末に牛マジムンの角を折って組み伏せたが、空手家も疲労のあまり気絶してしまい、翌朝に気づくとその角は龕の飾り物に変わっていたという。
ウワーグワーマジムン
ブタの姿をしたマジムン。夜道などに現れる。
食生活において伝統的に豚肉を愛用している沖縄では、民話にブタの化け物が登場することがとても多い。夜の野で三線などを弾きながら男女が遊ぶ「毛遊び（もうあしび）」というものがあるが、このときに知らない人が飛び入りすると、人間かブタの化け物かを見分けるために「ウワーンタ（豚武太）、グーグーンタ（グーグー武太）」と囃し立て、ブタの化け物なら逃げ出すという。
奄美大島にはこれと似たブタの妖怪で、カタキラウワ（片耳豚）、ミンキラウワ（耳無豚）、ムィティチゴロ（片目豚）の伝承があり、これらには目や耳など体の一部が欠損しているという特徴があるが、ウワーグワーマジムンにはそのような身体上の特徴は見られない。
龕（がん）のマジムン
龕の精（がんのせい）ともいう。前述の龕が化けたマジムン。国頭郡今帰仁村運天のブンブン坂という場所で、これが牛や馬に化けて人を襲うといわれた。宮古島では龕は赤く塗られており、それが赤い馬に化けて出たこともある。また、人が死に瀕している家の前では龕の精が歩き回り、人の足音や荷物を担ぐようなギーギーという音が聞こえるという。
ヒチマジムン
幽霊の一種。単に「ヒチ」ともいう。道の辻にいて人を迷わせる。風のように山川を駆け、20,30里も離れた場所に捨てられた者もいるという。また人に赤飯と白飯のどちらかを選ばせ、赤飯なら赤土を食わせ、白飯なら海の波しぶきを食わせるという。夜道を歩くときに櫛をさしたり篩を持っていたりするとヒチに連れられるといい、男ならふんどしを鉢巻として、女なら腰巻を頭にかぶればヒチの害を避けられるという。
奄美群島の喜界島での昔話『二十三夜』では「シチ」といって、難産で死んだ女が天地を繋ぐ黒い円柱のような霊になるといい、これがヒチと同一視されていることもある。
ミシゲーマジムン
ミシゲー（しゃもじ）のマジムン。詳細は飯笥を参照。他にナビゲー・マジムン（杓子のマジムン）などがいる。古くなった食器などがこのようなマジムンになるとされる。